# Pierre-François Decouflé
 (décembre 2015).
Si vous disposez d'ouvrages ou d'articles de référence ou si vous connaissez des sites web de qualité traitant du thème abordé ici, merci de compléter l'article en donnant les références utiles à sa vérifiabilité et en les liant à la section « Notes et références ».
Pour les articles homonymes, voir Decouflé.
Pierre-François Decouflé est un producteur de cinéma et réalisateur français né en octobre 1959 à Paris, fils d'André-Clément Decouflé et frère aîné de Philippe Decouflé.
Il a réalisé des documentaires sur des sujets divers, tels que l'épigénétique ou l'État islamique. Il est le cofondateur de l'entreprise Gedeon programmes, qui a produit plusieurs films et animations pour les grandes chaînes de télévision françaises.

## Filmographie
Producteur
- 1998 : Carnavallée d'Aline Ahond